# ATP Tour 2025
Ten artykuł dotyczy trwającego lub niedawnego wydarzenia sportowego. Informacje w nim zamieszczone mogą się zmienić lub zdezaktualizować wraz z postępem zdarzenia. Początkowe doniesienia, wyniki lub statystyki mogą być niepewne. Ostatnie aktualizacje do tego artykułu mogą nie odzwierciedlać najbardziej aktualnych informacji.
ATP Tour 2025 – sezon profesjonalnych męskich turniejów tenisowych organizowanych przez Association of Tennis Professionals w 2025 roku. ATP Tour 2025 obejmuje turnieje wielkoszlemowe (organizowane przez Międzynarodową Federację Tenisową), turnieje rangi ATP Tour Masters 1000, ATP Tour 500, ATP Tour 250, drużynowe zawody United Cup (organizowane wspólnie przez ATP i WTA), Pucharu Lavera i Pucharu Davisa (ostatnie – organizowane przez ITF), kończące sezon zawody ATP Finals i Next Generation ATP Finals. Jest to 56. edycja rozgrywek.
W związku z inwazją Rosji na Ukrainę federacje tenisowe z Rosji i Białorusi zostały zawieszone i wycofane ze wszystkich międzynarodowych rozgrywek drużynowych, a zawodniczki i zawodnicy z Rosji i Białorusi nie mogą startować pod flagą i nazwą swojego państwa.

## Kalendarz turniejów
| Wielki Szlem          |
| ATP Finals            |
| ATP Tour Masters 1000 |
| ATP Tour 500          |
| ATP Tour 250          |
| zawody drużynowe      |

### Styczeń
| Tydzień | Data        | Turniej | Zwycięzcy | Wynik | Finaliści | Półfinaliści                               | Ćwierćfinaliści                                                         |
| ------- | ----------- | --- | --- | --- | --- | ------------------------------------------ | ----------------------------------------------------------------------- |
| 1.      | 27 grudnia  | United Cup Perth, Sydney Twarda | Stany Zjednoczone | 2–0 | Polska | Czechy · Kazachstan                        | Chiny · Niemcy · Wielka Brytania · Włochy                               |
| 1.      | 30 grudnia  | Brisbane International Brisbane ATP Tour 250 Twarda | Jiří Lehečka | 4:1 krecz | Reilly Opelka | Grigor Dimitrow Giovanni Mpetshi Perricard | Novak Đoković Nicolás Jarry Jakub Menšík Jordan Thompson                |
| 1.      | 30 grudnia  | Brisbane International Brisbane ATP Tour 250 Twarda | Julian Cash Lloyd Glasspool | 6:3, 6:7(2), 10–6 | Jiří Lehečka Jakub Menšík | Grigor Dimitrow Giovanni Mpetshi Perricard | Novak Đoković Nicolás Jarry Jakub Menšík Jordan Thompson                |
| 1.      | 30 grudnia  | Hong Kong Tennis Open Hongkong ATP Tour 250 Twarda | Alexandre Müller | 2:6, 6:1, 6:3 | Kei Nishikori | Shang Juncheng Jaume Munar                 | Arthur Fils Fábián Marozsán Lorenzo Musetti Cameron Norrie              |
| 1.      | 30 grudnia  | Hong Kong Tennis Open Hongkong ATP Tour 250 Twarda | Sander Arends Luke Johnson | 7:5, 4:6, 10–7 | Karen Chaczanow Andriej Rublow | Shang Juncheng Jaume Munar                 | Arthur Fils Fábián Marozsán Lorenzo Musetti Cameron Norrie              |
| 2.      | 6 stycznia  | Adelaide International Adelaide ATP Tour 250 Twarda | Félix Auger-Aliassime | 6:3, 3:6, 6:1 | Sebastian Korda | Miomir Kecmanović Tommy Paul               | Benjamin Bonzi Marcos Giron Rinky Hijikata Thanasi Kokkinakis           |
| 2.      | 6 stycznia  | Adelaide International Adelaide ATP Tour 250 Twarda | Simone Bolelli Andrea Vavassori | 4:6, 7:6(4), 11–9 | Kevin Krawietz Tim Pütz | Miomir Kecmanović Tommy Paul               | Benjamin Bonzi Marcos Giron Rinky Hijikata Thanasi Kokkinakis           |
| 2.      | 6 stycznia  | ASB Classic Auckland ATP Tour 250 Twarda | Gaël Monfils | 6:3, 6:4 | Zizou Bergs | Nishesh Basavareddy Nuno Borges            | Roberto Carballés Baena Facundo Díaz Acosta Jakub Menšík Alex Michelsen |
| 2.      | 6 stycznia  | ASB Classic Auckland ATP Tour 250 Twarda | Nikola Mektić Michael Venus | walkower | Christian Harrison Rajeev Ram | Nishesh Basavareddy Nuno Borges            | Roberto Carballés Baena Facundo Díaz Acosta Jakub Menšík Alex Michelsen |
| 3.–4.   | 12 stycznia | Australian Open Melbourne Wielki Szlem Twarda | Jannik Sinner | 6:3, 7:6(4), 6:3 | Alexander Zverev | Novak Đoković Ben Shelton                  | Carlos Alcaraz Alex de Minaur Tommy Paul Lorenzo Sonego                 |
| 3.–4.   | 12 stycznia | Australian Open Melbourne Wielki Szlem Twarda | Harri Heliövaara Henry Patten | 6:7(16), 7:6(5), 6:3 | Simone Bolelli Andrea Vavassori | Novak Đoković Ben Shelton                  | Carlos Alcaraz Alex de Minaur Tommy Paul Lorenzo Sonego                 |
| 3.–4.   | 12 stycznia | Australian Open Melbourne Wielki Szlem Twarda | Olivia Gadecki John Peers | 3:6, 6:4, 10–6 | Kimberly Birrell John-Patrick Smith | Novak Đoković Ben Shelton                  | Carlos Alcaraz Alex de Minaur Tommy Paul Lorenzo Sonego                 |
| 5.      | 27 stycznia | Open Sud de France Montpellier ATP Tour 250 Twarda (hala) | Félix Auger-Aliassime | 6:2, 6:7(7), 7:6(2) | Aleksandar Kovacevic | Jesper de Jong Andriej Rublow              | Nikoloz Basilaszwili Aleksandr Bublik Tallon Griekspoor Yunchaokete Bu  |
| 5.      | 27 stycznia | Open Sud de France Montpellier ATP Tour 250 Twarda (hala) | Robin Haase Botic van de Zandschulp | 6:7(7), 6:3, 10–5 | Tallon Griekspoor Bart Stevens | Jesper de Jong Andriej Rublow              | Nikoloz Basilaszwili Aleksandr Bublik Tallon Griekspoor Yunchaokete Bu  |
| 5.      | 27 stycznia | Runda kwalifikacyjna Pucharu Davisa Sztokholm-twarda(h) Montreal-twarda(h) n/z-n/z) Tajpej-twarda Kopenhaga-twarda(h) Osijek-twarda(h) Orlean-twarda(h) Biel-twarda(h) Ostrawa-twarda(h) Miki-twarda(h) Schwechat-mączka(h) Hasselt-twarda(h) Fjellhamar-twarda(h) | · Szwecja 1:3 Australia · Kanada 2:3 Węgry · Izrael 1:3 Niemcy · Chińskie Tajpej 0:4 Stany Zjednoczone · Dania 3:2 Serbia · Chorwacja 3:1 Słowacja · Francja 4:0 Brazylia · Szwajcaria 1:3 Hiszpania · Czechy 4:0 Korea Południowa · Japonia 3:2 Wielka Brytania · Austria 4:0 Finlandia · Belgia 3:1 Chile · Norwegia 2:3 Argentyna | · Szwecja 1:3 Australia · Kanada 2:3 Węgry · Izrael 1:3 Niemcy · Chińskie Tajpej 0:4 Stany Zjednoczone · Dania 3:2 Serbia · Chorwacja 3:1 Słowacja · Francja 4:0 Brazylia · Szwajcaria 1:3 Hiszpania · Czechy 4:0 Korea Południowa · Japonia 3:2 Wielka Brytania · Austria 4:0 Finlandia · Belgia 3:1 Chile · Norwegia 2:3 Argentyna | · Szwecja 1:3 Australia · Kanada 2:3 Węgry · Izrael 1:3 Niemcy · Chińskie Tajpej 0:4 Stany Zjednoczone · Dania 3:2 Serbia · Chorwacja 3:1 Słowacja · Francja 4:0 Brazylia · Szwajcaria 1:3 Hiszpania · Czechy 4:0 Korea Południowa · Japonia 3:2 Wielka Brytania · Austria 4:0 Finlandia · Belgia 3:1 Chile · Norwegia 2:3 Argentyna |                                            |                                                                         |

### Luty
| Tydzień | Data      | Turniej                                              | Zwycięzcy                                      | Wynik              | Finaliści                      | Półfinaliści                             | Ćwierćfinaliści                                                     |
| ------- | --------- | ---------------------------------------------------- | ---------------------------------------------- | ------------------ | ------------------------------ | ---------------------------------------- | ------------------------------------------------------------------- |
| 6.      | 3 lutego  | Dallas Open Dallas ATP Tour 500 Twarda (hala)        | Denis Shapovalov                               | 7:6(5), 6:3        | Casper Ruud                    | Jaume Munar Tommy Paul                   | Matteo Arnaldi Tomáš Macháč Yoshihito Nishioka Reilly Opelka        |
| 6.      | 3 lutego  | Dallas Open Dallas ATP Tour 500 Twarda (hala)        | Christian Harrison Evan King                   | 7:6(4), 7:6(4)     | Ariel Behar Robert Galloway    | Jaume Munar Tommy Paul                   | Matteo Arnaldi Tomáš Macháč Yoshihito Nishioka Reilly Opelka        |
| 6.      | 3 lutego  | Rotterdam Open Rotterdam ATP Tour 500 Twarda (hala)  | Carlos Alcaraz                                 | 6:4, 3:6, 6:2      | Alex de Minaur                 | Mattia Bellucci Hubert Hurkacz           | Daniel Altmaier Pedro Martínez Andriej Rublow Stefanos Tsitsipas    |
| 6.      | 3 lutego  | Rotterdam Open Rotterdam ATP Tour 500 Twarda (hala)  | Simone Bolelli Andrea Vavassori                | 6:2, 4:6, 10–6     | Sander Gillé Jan Zieliński     | Mattia Bellucci Hubert Hurkacz           | Daniel Altmaier Pedro Martínez Andriej Rublow Stefanos Tsitsipas    |
| 7.      | 10 lutego | Open 13 Marsylia ATP Tour 250 Twarda (hala)          | Ugo Humbert                                    | 7:6(4), 6:4        | Hamad Međedović                | Zizou Bergs Daniił Miedwiediew           | Daniel Altmaier Lorenzo Sonego Jan-Lennard Struff Zhang Zhizhen     |
| 7.      | 10 lutego | Open 13 Marsylia ATP Tour 250 Twarda (hala)          | Benjamin Bonzi Pierre-Hugues Herbert           | 6:3, 6:4           | Sander Gillé Jan Zieliński     | Zizou Bergs Daniił Miedwiediew           | Daniel Altmaier Lorenzo Sonego Jan-Lennard Struff Zhang Zhizhen     |
| 7.      | 10 lutego | Delray Beach Open Delray Beach ATP Tour 250 Twarda   | Miomir Kecmanović                              | 3:6, 6:1, 7:5      | Alejandro Davidovich Fokina    | Matteo Arnaldi Alex Michelsen            | Taylor Fritz Marcos Giron Brandon Nakashima Cameron Norrie          |
| 7.      | 10 lutego | Delray Beach Open Delray Beach ATP Tour 250 Twarda   | Miomir Kecmanović Brandon Nakashima            | 7:6(3), 1:6, 10–3  | Christian Harrison Evan King   | Matteo Arnaldi Alex Michelsen            | Taylor Fritz Marcos Giron Brandon Nakashima Cameron Norrie          |
| 7.      | 10 lutego | Argentina Open Buenos Aires ATP Tour 250 Ceglana     | João Fonseca                                   | 6:4, 7:6(1)        | Francisco Cerúndolo            | Laslo Đere Pedro Martínez                | Lorenzo Musetti Mariano Navone Thiago Seyboth Wild Alexander Zverev |
| 7.      | 10 lutego | Argentina Open Buenos Aires ATP Tour 250 Ceglana     | Guido Andreozzi Théo Arribagé                  | 7:5, 4:6, 10–7     | Rafael Matos Marcelo Melo      | Laslo Đere Pedro Martínez                | Lorenzo Musetti Mariano Navone Thiago Seyboth Wild Alexander Zverev |
| 8.      | 17 lutego | Rio Open Rio de Janeiro ATP Tour 500 Ceglana         | Sebastián Báez                                 | 6:2, 6:3           | Alexandre Müller               | Camilo Ugo Carabelli Francisco Comesaña  | Francisco Cerúndolo Tseng Chun-hsin Jaime Faria Alexander Zverev    |
| 8.      | 17 lutego | Rio Open Rio de Janeiro ATP Tour 500 Ceglana         | Rafael Matos Marcelo Melo                      | 6:2, 7:5           | Pedro Martínez Jaume Munar     | Camilo Ugo Carabelli Francisco Comesaña  | Francisco Cerúndolo Tseng Chun-hsin Jaime Faria Alexander Zverev    |
| 8.      | 17 lutego | Qatar Open Doha ATP Tour 500 Twarda                  | Andriej Rublow                                 | 7:5, 5:7, 6:1      | Jack Draper                    | Félix Auger-Aliassime Jiří Lehečka       | Carlos Alcaraz Matteo Berrettini Daniił Miedwiediew Alex de Minaur  |
| 8.      | 17 lutego | Qatar Open Doha ATP Tour 500 Twarda                  | Julian Cash Lloyd Glasspool                    | 6:3, 6:2           | Joe Salisbury Neal Skupski     | Félix Auger-Aliassime Jiří Lehečka       | Carlos Alcaraz Matteo Berrettini Daniił Miedwiediew Alex de Minaur  |
| 9.      | 24 lutego | Mexican Open Acapulco ATP Tour 500 Twarda            | Tomáš Macháč                                   | 7:6(6), 6:2        | Alejandro Davidovich Fokina    | Brandon Nakashima Denis Shapovalov       | Marcos Giron David Goffin Rodrigo Pacheco Méndez Learner Tien       |
| 9.      | 24 lutego | Mexican Open Acapulco ATP Tour 500 Twarda            | Christian Harrison Evan King                   | 6:4, 6:0           | Sadio Doumbia Fabien Reboul    | Brandon Nakashima Denis Shapovalov       | Marcos Giron David Goffin Rodrigo Pacheco Méndez Learner Tien       |
| 9.      | 24 lutego | Dubai Tennis Championships Dubaj ATP Tour 500 Twarda | Stefanos Tsitsipas                             | 6:3, 6:3           | Félix Auger-Aliassime          | Tallon Griekspoor Quentin Halys          | Matteo Berrettini Marin Čilić Daniił Miedwiediew Luca Nardi         |
| 9.      | 24 lutego | Dubai Tennis Championships Dubaj ATP Tour 500 Twarda | Yuki Bhambri Alexei Popyrin                    | 3:6, 7:6(12), 10–8 | Harri Heliövaara Henry Patten  | Tallon Griekspoor Quentin Halys          | Matteo Berrettini Marin Čilić Daniił Miedwiediew Luca Nardi         |
| 9.      | 24 lutego | Chile Open Santiago ATP Tour 250 Ceglana             | Laslo Đere                                     | 6:4, 3:6, 7:5      | Sebastián Báez                 | Camilo Ugo Carabelli Francisco Cerúndolo | Federico Coria Damir Džumhur Tomás Martín Etcheverry Jaime Faria    |
| 9.      | 24 lutego | Chile Open Santiago ATP Tour 250 Ceglana             | Nicolás Barrientos Rithvik Choudary Bollipalli | 6:3, 6:2           | Máximo González Andrés Molteni | Camilo Ugo Carabelli Francisco Cerúndolo | Federico Coria Damir Džumhur Tomás Martín Etcheverry Jaime Faria    |

### Marzec
| Tydzień | Data     | Turniej                                                        | Zwycięzcy                           | Wynik          | Finaliści                                | Półfinaliści                            | Ćwierćfinaliści                                                       |
| ------- | -------- | -------------------------------------------------------------- | ----------------------------------- | -------------- | ---------------------------------------- | --------------------------------------- | --------------------------------------------------------------------- |
| 10.–11. | 5 marca  | Indian Wells Masters Indian Wells ATP Tour Masters 1000 Twarda | Jack Draper                         | 6:2, 6:2       | Holger Rune                              | Carlos Alcaraz Daniił Miedwiediew       | Francisco Cerúndolo Arthur Fils Tallon Griekspoor Ben Shelton         |
| 10.–11. | 5 marca  | Indian Wells Masters Indian Wells ATP Tour Masters 1000 Twarda | Marcelo Arévalo Mate Pavić          | 6:3, 6:4       | Sebastian Korda Jordan Thompson          | Carlos Alcaraz Daniił Miedwiediew       | Francisco Cerúndolo Arthur Fils Tallon Griekspoor Ben Shelton         |
| 12.–13. | 19 marca | Miami Open Miami ATP Tour Masters 1000 Twarda                  | Jakub Menšík                        | 7:6(4), 7:6(4) | Novak Đoković                            | Grigor Dimitrow Taylor Fritz            | Matteo Berrettini Francisco Cerúndolo Arthur Fils Sebastian Korda     |
| 12.–13. | 19 marca | Miami Open Miami ATP Tour Masters 1000 Twarda                  | Marcelo Arévalo Mate Pavić          | 7:6(3), 6:3    | Julian Cash Lloyd Glasspool              | Grigor Dimitrow Taylor Fritz            | Matteo Berrettini Francisco Cerúndolo Arthur Fils Sebastian Korda     |
| 14.     | 31 marca | US Men’s Clay Court Championship Houston ATP Tour 250 Ceglana  | Jenson Brooksby                     | 6:4, 6:2       | Frances Tiafoe                           | Brandon Nakashima Tommy Paul            | Christopher Eubanks Alex Michelsen Aleksandar Kovacevic Colton Smith  |
| 14.     | 31 marca | US Men’s Clay Court Championship Houston ATP Tour 250 Ceglana  | Fernando Romboli John-Patrick Smith | 6:1, 6:4       | Federico Agustín Gómez Santiago González | Brandon Nakashima Tommy Paul            | Christopher Eubanks Alex Michelsen Aleksandar Kovacevic Colton Smith  |
| 14.     | 31 marca | Grand Prix Hassan II Marrakesz ATP Tour 250 Ceglana            | Luciano Darderi                     | 7:6(3), 7:6(4) | Tallon Griekspoor                        | Roberto Carballés Baena Kamil Majchrzak | Mattia Bellucci Nuno Borges Vít Kopřiva Alexandre Müller              |
| 14.     | 31 marca | Grand Prix Hassan II Marrakesz ATP Tour 250 Ceglana            | Petr Nouza Patrik Rikl              | 6:3, 6:4       | Hugo Nys Édouard Roger-Vasselin          | Roberto Carballés Baena Kamil Majchrzak | Mattia Bellucci Nuno Borges Vít Kopřiva Alexandre Müller              |
| 14.     | 31 marca | Romanian Open Bukareszt ATP Tour 250 Ceglana                   | Flavio Cobolli                      | 6:4, 6:4       | Sebastián Báez                           | Damir Džumhur Márton Fucsovics          | Francisco Comesaña Pedro Martínez Filip Misolic Christopher O’Connell |
| 14.     | 31 marca | Romanian Open Bukareszt ATP Tour 250 Ceglana                   | Marcel Granollers Horacio Zeballos  | 7:6(3), 6:4    | Jakob Schnaitter Mark Wallner            | Damir Džumhur Márton Fucsovics          | Francisco Comesaña Pedro Martínez Filip Misolic Christopher O’Connell |

### Kwiecień
| Tydzień | Data        | Turniej                                                       | Zwycięzcy                          | Wynik             | Finaliści                   | Półfinaliści                               | Ćwierćfinaliści                                                           |
| ------- | ----------- | ------------------------------------------------------------- | ---------------------------------- | ----------------- | --------------------------- | ------------------------------------------ | ------------------------------------------------------------------------- |
| 15.     | 6 kwietnia  | Monte Carlo Masters Monte Carlo ATP Tour Masters 1000 Ceglana | Carlos Alcaraz                     | 3:6, 6:1, 6:0     | Lorenzo Musetti             | Alejandro Davidovich Fokina Alex de Minaur | Grigor Dimitrow Arthur Fils Alexei Popyrin Stefanos Tsitsipas             |
| 15.     | 6 kwietnia  | Monte Carlo Masters Monte Carlo ATP Tour Masters 1000 Ceglana | Romain Arneodo Manuel Guinard      | 1:6, 7:6(8), 10–8 | Julian Cash Lloyd Glasspool | Alejandro Davidovich Fokina Alex de Minaur | Grigor Dimitrow Arthur Fils Alexei Popyrin Stefanos Tsitsipas             |
| 16.     | 14 kwietnia | Barcelona Open Barcelona ATP Tour 500 Ceglana                 | Holger Rune                        | 7:6(6), 6:2       | Carlos Alcaraz              | Karen Chaczanow Arthur Fils                | Alejandro Davidovich Fokina Alex de Minaur Casper Ruud Stefanos Tsitsipas |
| 16.     | 14 kwietnia | Barcelona Open Barcelona ATP Tour 500 Ceglana                 | Sander Arends Luke Johnson         | 6:3, 6:7(1), 10–6 | Joe Salisbury Neal Skupski  | Karen Chaczanow Arthur Fils                | Alejandro Davidovich Fokina Alex de Minaur Casper Ruud Stefanos Tsitsipas |
| 16.     | 14 kwietnia | BMW Open Monachium ATP Tour 500 Ceglana                       | Alexander Zverev                   | 6:2, 6:4          | Ben Shelton                 | Francisco Cerúndolo Fábián Marozsán        | Zizou Bergs Luciano Darderi David Goffin Tallon Griekspoor                |
| 16.     | 14 kwietnia | BMW Open Monachium ATP Tour 500 Ceglana                       | André Göransson Sem Verbeek        | 6:4, 6:4          | Kevin Krawietz Tim Pütz     | Francisco Cerúndolo Fábián Marozsán        | Zizou Bergs Luciano Darderi David Goffin Tallon Griekspoor                |
| 17.–18. | 23 kwietnia | Madrid Open Madryt ATP Tour Masters 1000 Ceglana              | Casper Ruud                        | 7:5, 3:6, 6:4     | Jack Draper                 | Francisco Cerúndolo Lorenzo Musetti        | Matteo Arnaldi Gabriel Diallo Jakub Menšík Daniił Miedwiediew             |
| 17.–18. | 23 kwietnia | Madrid Open Madryt ATP Tour Masters 1000 Ceglana              | Marcel Granollers Horacio Zeballos | 6:4, 6:4          | Marcelo Arévalo Mate Pavić  | Francisco Cerúndolo Lorenzo Musetti        | Matteo Arnaldi Gabriel Diallo Jakub Menšík Daniił Miedwiediew             |

### Maj
| Tydzień | Data    | Turniej                                                    | Zwycięzcy                          | Wynik                          | Finaliści                       | Półfinaliści                                  | Ćwierćfinaliści                                                     |
| ------- | ------- | ---------------------------------------------------------- | ---------------------------------- | ------------------------------ | ------------------------------- | --------------------------------------------- | ------------------------------------------------------------------- |
| 19.–20. | 7 maja  | Internazionali d’Italia Rzym ATP Tour Masters 1000 Ceglana | Carlos Alcaraz                     | 7:6(5), 6:1                    | Jannik Sinner                   | Lorenzo Musetti Tommy Paul                    | Jack Draper Hubert Hurkacz Casper Ruud Alexander Zverev             |
| 19.–20. | 7 maja  | Internazionali d’Italia Rzym ATP Tour Masters 1000 Ceglana | Marcelo Arévalo Mate Pavić         | 6:4, 6:7(6), 13–11             | Sadio Doumbia Fabien Reboul     | Lorenzo Musetti Tommy Paul                    | Jack Draper Hubert Hurkacz Casper Ruud Alexander Zverev             |
| 21.     | 18 maja | Geneva Open Genewa ATP Tour 250 Ceglana                    | Novak Đoković                      | 5:7, 7:6(2), 7:6(2)            | Hubert Hurkacz                  | Cameron Norrie Sebastian Ofner                | Matteo Arnaldi Karen Chaczanow Taylor Fritz Alexei Popyrin          |
| 21.     | 18 maja | Geneva Open Genewa ATP Tour 250 Ceglana                    | Sadio Doumbia Fabien Reboul        | 6:7(4), 6:4, 11–9              | Ariel Behar Joran Vliegen       | Cameron Norrie Sebastian Ofner                | Matteo Arnaldi Karen Chaczanow Taylor Fritz Alexei Popyrin          |
| 21.     | 18 maja | Hamburg European Open Hamburg ATP Tour 500 Ceglana         | Flavio Cobolli                     | 6:2, 6:4                       | Andriej Rublow                  | Felix Auger-Aliassime Tomás Martín Etcheverry | Roberto Bautista-Agut Luciano Darderi Jiří Lehečka Alexandre Müller |
| 21.     | 18 maja | Hamburg European Open Hamburg ATP Tour 500 Ceglana         | Simone Bolelli Andrea Vavassori    | 6:4, 6:0                       | Andrés Molteni Fernando Romboli | Felix Auger-Aliassime Tomás Martín Etcheverry | Roberto Bautista-Agut Luciano Darderi Jiří Lehečka Alexandre Müller |
| 22.–23. | 25 maja | French Open Paryż Wielki Szlem Ceglana                     | Carlos Alcaraz                     | 4:6, 6:7(4), 6:4, 7:6(3), 10–2 | Jannik Sinner                   | Novak Đoković Lorenzo Musetti                 | Aleksandr Bublik Tommy Paul Frances Tiafoe Alexander Zverev         |
| 22.–23. | 25 maja | French Open Paryż Wielki Szlem Ceglana                     | Marcel Granollers Horacio Zeballos | 6:0, 6:7(5), 7:5               | Joe Salisbury Neal Skupski      | Novak Đoković Lorenzo Musetti                 | Aleksandr Bublik Tommy Paul Frances Tiafoe Alexander Zverev         |
| 22.–23. | 25 maja | French Open Paryż Wielki Szlem Ceglana                     | Sara Errani Andrea Vavassori       | 6:4, 6:2                       | Taylor Townsend Evan King       | Novak Đoković Lorenzo Musetti                 | Aleksandr Bublik Tommy Paul Frances Tiafoe Alexander Zverev         |

### Czerwiec
| Tydzień | Data       | Turniej                                                    | Zwycięzcy                         | Wynik              | Finaliści                       | Półfinaliści                            | Ćwierćfinaliści                                                    |
| ------- | ---------- | ---------------------------------------------------------- | --------------------------------- | ------------------ | ------------------------------- | --------------------------------------- | ------------------------------------------------------------------ |
| 24.     | 9 czerwca  | Rosmalen Open ’s-Hertogenbosch ATP Tour 250 Trawiasta      | Gabriel Diallo                    | 7:5, 7:6(8)        | Zizou Bergs                     | Ugo Humbert Reilly Opelka               | Nuno Borges Karen Chaczanow Mark Lajal Daniił Miedwiediew          |
| 24.     | 9 czerwca  | Rosmalen Open ’s-Hertogenbosch ATP Tour 250 Trawiasta      | Matthew Ebden Jordan Thompson     | 6:4, 3:6, 10–7     | Julian Cash Lloyd Glasspool     | Ugo Humbert Reilly Opelka               | Nuno Borges Karen Chaczanow Mark Lajal Daniił Miedwiediew          |
| 24.     | 9 czerwca  | Stuttgart Open Stuttgart ATP Tour 250 Trawiasta            | Taylor Fritz                      | 6:3, 7:6(0)        | Alexander Zverev                | Félix Auger-Aliassime Ben Shelton       | Justin Engel Márton Fucsovics Jiří Lehečka Brandon Nakashima       |
| 24.     | 9 czerwca  | Stuttgart Open Stuttgart ATP Tour 250 Trawiasta            | Santiago González Austin Krajicek | 6:4, 6:4           | Alex Michelsen Rajeev Ram       | Félix Auger-Aliassime Ben Shelton       | Justin Engel Márton Fucsovics Jiří Lehečka Brandon Nakashima       |
| 25.     | 16 czerwca | Halle Open Halle ATP Tour 500 Trawiasta                    | Aleksandr Bublik                  | 6:3, 7:6(4)        | Daniił Miedwiediew              | Karen Chaczanow Alexander Zverev        | Flavio Cobolli Tomás Martín Etcheverry Tomáš Macháč Alex Michelsen |
| 25.     | 16 czerwca | Halle Open Halle ATP Tour 500 Trawiasta                    | Kevin Krawietz Tim Pütz           | 6:3, 7:6(4)        | Simone Bolelli Andrea Vavassori | Karen Chaczanow Alexander Zverev        | Flavio Cobolli Tomás Martín Etcheverry Tomáš Macháč Alex Michelsen |
| 25.     | 16 czerwca | Queen’s Club Championships Londyn ATP Tour 500 Trawiasta   | Carlos Alcaraz                    | 7:5, 6:7(5), 6:2   | Jiří Lehečka                    | Roberto Bautista-Agut Jack Draper       | Jacob Fearnley Brandon Nakashima Arthur Rinderknech Holger Rune    |
| 25.     | 16 czerwca | Queen’s Club Championships Londyn ATP Tour 500 Trawiasta   | Julian Cash Lloyd Glasspool       | 6:3, 6:7(4), 10–6  | Nikola Mektić Michael Venus     | Roberto Bautista-Agut Jack Draper       | Jacob Fearnley Brandon Nakashima Arthur Rinderknech Holger Rune    |
| 26.     | 23 czerwca | Mallorca Championships Santa Ponça ATP Tour 250 Trawiasta  | Tallon Griekspoor                 | 7:5, 7:6(3)        | Corentin Moutet                 | Félix Auger-Aliassime Alex Michelsen    | Roberto Bautista-Agut Gabriel Diallo Hamad Međedović               |
| 26.     | 23 czerwca | Mallorca Championships Santa Ponça ATP Tour 250 Trawiasta  | Santiago González Austin Krajicek | 6:1, 1:6, 15–13    | Yuki Bhambri Robert Galloway    | Félix Auger-Aliassime Alex Michelsen    | Roberto Bautista-Agut Gabriel Diallo Hamad Međedović               |
| 26.     | 24 czerwca | Eastbourne International Eastbourne ATP Tour 250 Trawiasta | Taylor Fritz                      | 7:5, 6:1           | Jenson Brooksby                 | Alejandro Davidovich Fokina Ugo Humbert | Daniel Evans Marcos Giron Billy Harris Jakub Menšík                |
| 26.     | 24 czerwca | Eastbourne International Eastbourne ATP Tour 250 Trawiasta | Neal Skupski Michael Venus        | 4:6, 7:6(2), 11–9  | Matthew Ebden John Peers        | Alejandro Davidovich Fokina Ugo Humbert | Daniel Evans Marcos Giron Billy Harris Jakub Menšík                |
| 27.     | 30 czerwca | Wimbledon Londyn Wielki Szlem Trawiasta                    | Jannik Sinner                     | 4:6, 6:4, 6:4, 6:4 | Carlos Alcaraz                  | Novak Đoković Taylor Fritz              | Karen Chaczanow Flavio Cobolli Cameron Norrie Ben Shelton          |
| 27.     | 30 czerwca | Wimbledon Londyn Wielki Szlem Trawiasta                    | Julian Cash Lloyd Glasspool       | 6:2, 7:6(3)        | Rinky Hijikata David Pel        | Novak Đoković Taylor Fritz              | Karen Chaczanow Flavio Cobolli Cameron Norrie Ben Shelton          |
| 27.     | 30 czerwca | Wimbledon Londyn Wielki Szlem Trawiasta                    | Kateřina Siniaková Sem Verbeek    | 7:6(3), 7:6(3)     | Luisa Stefani Joe Salisbury     | Novak Đoković Taylor Fritz              | Karen Chaczanow Flavio Cobolli Cameron Norrie Ben Shelton          |

### Lipiec
| Tydzień | Data     | Turniej                                            | Zwycięzcy                       | Wynik                | Finaliści                        | Półfinaliści                               | Ćwierćfinaliści                                                              |
| ------- | -------- | -------------------------------------------------- | ------------------------------- | -------------------- | -------------------------------- | ------------------------------------------ | ---------------------------------------------------------------------------- |
| 29.     | 14 lipca | Los Cabos Open Los Cabos ATP Tour 250 Twarda       | Denis Shapovalov                | 6:4, 6:2             | Aleksandar Kovacevic             | Andriej Rublow Adam Walton                 | James Duckworth Juan Pablo Ficovich Emilio Nava Tristan Schoolkate           |
| 29.     | 14 lipca | Los Cabos Open Los Cabos ATP Tour 250 Twarda       | Robert Cash James Tracy         | 7:6(4), 6:4          | Blake Bayldon Tristan Schoolkate | Andriej Rublow Adam Walton                 | James Duckworth Juan Pablo Ficovich Emilio Nava Tristan Schoolkate           |
| 29.     | 14 lipca | Swedish Open Båstad ATP Tour 250 Ceglana           | Luciano Darderi                 | 6:4, 3:6, 6:3        | Jesper de Jong                   | Camilo Ugo Carabelli Francisco Cerúndolo   | Sebastián Báez Damir Džumhur Tallon Griekspoor Filip Misolic                 |
| 29.     | 14 lipca | Swedish Open Båstad ATP Tour 250 Ceglana           | Guido Andreozzi Sander Arends   | 6:7(4), 7:5, 10–6    | Adam Pavlásek Jan Zieliński      | Camilo Ugo Carabelli Francisco Cerúndolo   | Sebastián Báez Damir Džumhur Tallon Griekspoor Filip Misolic                 |
| 29.     | 14 lipca | Swiss Open Gstaad Gstaad ATP Tour 250 Ceglana      | Aleksandr Bublik                | 6:4, 4:6, 6:3        | Juan Manuel Cerúndolo            | Ignacio Buse Arthur Cazaux                 | Román Andrés Burruchaga Francisco Comesaña Jérôme Kym Casper Ruud            |
| 29.     | 14 lipca | Swiss Open Gstaad Gstaad ATP Tour 250 Ceglana      | Francisco Cabral Lucas Miedler  | 6:7(4), 7:6(4), 10–3 | Hendrik Jebens Albano Olivetti   | Ignacio Buse Arthur Cazaux                 | Román Andrés Burruchaga Francisco Comesaña Jérôme Kym Casper Ruud            |
| 30.     | 21 lipca | Washington Open Waszyngton ATP Tour 500 Twarda     | Alex De Minaur                  | 5:7, 6:1, 7:6(3)     | Alejandro Davidovich Fokina      | Corentin Moutet Ben Shelton                | Flavio Cobolli Gabriel Diallo Taylor Fritz Learner Tien                      |
| 30.     | 21 lipca | Washington Open Waszyngton ATP Tour 500 Twarda     | Simone Bolelli Andrea Vavassori | 6:3, 6:4             | Hugo Nys Edouard Roger-Vasselin  | Corentin Moutet Ben Shelton                | Flavio Cobolli Gabriel Diallo Taylor Fritz Learner Tien                      |
| 30.     | 21 lipca | Austrian Open Kitzbühel ATP Tour 250 Ceglana       | Aleksandr Bublik                | 6:4, 6:3             | Arthur Cazaux                    | Arthur Rinderknech Botic van de Zandschulp | Yannick Hanfmann Thiago Seyboth Wild Jan-Lennard Struff Aleksandr Szewczenko |
| 30.     | 21 lipca | Austrian Open Kitzbühel ATP Tour 250 Ceglana       | Petr Nouza Patrik Rikl          | 1:6, 7:6(3), 10–5    | Neil Oberleitner Joel Schwärzler | Arthur Rinderknech Botic van de Zandschulp | Yannick Hanfmann Thiago Seyboth Wild Jan-Lennard Struff Aleksandr Szewczenko |
| 30.     | 21 lipca | Croatia Open Umag Umag ATP Tour 250 Ceglana        | Luciano Darderi                 | 6:3, 6:3             | Carlos Taberner                  | Camilo Ugo Carabelli Damir Džumhur         | Jesper de Jong Titouan Droguet Pablo Llamas Ruiz Dino Prižmić                |
| 30.     | 21 lipca | Croatia Open Umag Umag ATP Tour 250 Ceglana        | Romain Arneodo Manuel Guinard   | 7:5, 7:6(2)          | Patrik Trhac Marcus Willis       | Camilo Ugo Carabelli Damir Džumhur         | Jesper de Jong Titouan Droguet Pablo Llamas Ruiz Dino Prižmić                |
| 31.     | 27 lipca | Canadian Open Toronto ATP Tour Masters 1000 Twarda | Ben Shelton                     | 6:7(5), 6:4, 7:6(3)  | Karen Chaczanow                  | Taylor Fritz Alexander Zverev              | Alex De Minaur Alex Michelsen Alexei Popyrin Andriej Rublow                  |
| 31.     | 27 lipca | Canadian Open Toronto ATP Tour Masters 1000 Twarda | Julian Cash Lloyd Glasspool     | 6:3, 6:7(5), 13–11   | Joe Salisbury Neal Skupski       | Taylor Fritz Alexander Zverev              | Alex De Minaur Alex Michelsen Alexei Popyrin Andriej Rublow                  |

### Sierpień
| Tydzień | Data        | Turniej                                                 | Zwycięzcy                | Wynik          | Finaliści                      | Półfinaliści                    | Ćwierćfinaliści                                              |
| ------- | ----------- | ------------------------------------------------------- | ------------------------ | -------------- | ------------------------------ | ------------------------------- | ------------------------------------------------------------ |
| 33.     | 7 sierpnia  | Cincinnati Open Cincinnati ATP Tour Masters 1000 Twarda | Carlos Alcaraz           | 5:0 krecz      | Jannik Sinner                  | Térence Atmane Alexander Zverev | Felix Auger-Aliassime Andriej Rublow Holger Rune Ben Shelton |
| 33.     | 7 sierpnia  | Cincinnati Open Cincinnati ATP Tour Masters 1000 Twarda | Nikola Mektić Rajeev Ram | 4:6, 6:3, 10–5 | Lorenzo Musetti Lorenzo Sonego | Térence Atmane Alexander Zverev | Felix Auger-Aliassime Andriej Rublow Holger Rune Ben Shelton |
| 34.     | 18 sierpnia | Winston-Salem Open Winston-Salem ATP Tour 250 Twarda    |                          |                |                                |                                 |                                                              |
| 34.     | 18 sierpnia | Winston-Salem Open Winston-Salem ATP Tour 250 Twarda    |                          |                |                                |                                 |                                                              |
| 35.–36. | 25 sierpnia | US Open Nowy Jork Wielki Szlem Twarda                   |                          |                |                                |                                 |                                                              |
| 35.–36. | 25 sierpnia | US Open Nowy Jork Wielki Szlem Twarda                   |                          |                |                                |                                 |                                                              |
| 35.–36. | 25 sierpnia | US Open Nowy Jork Wielki Szlem Twarda                   |                          |                |                                |                                 |                                                              |

### Wrzesień
| Tydzień | Data        | Turniej                                                   | Zwycięzcy          | Wynik | Finaliści        | Półfinaliści | Ćwierćfinaliści |
| ------- | ----------- | --------------------------------------------------------- | ------------------ | ----- | ---------------- | ------------ | --------------- |
| 37.     | 8 września  | Faza grupowa Pucharu Davisa                               |                    |       |                  |              |                 |
| 38.     | 15 września | Puchar Lavera Berlin Twarda (hala)                        | Drużyna Europejska |       | Drużyna Światowa |              |                 |
| 38.     | 15 września | Chengdu Open Chengdu ATP Tour 250 Twarda                  |                    |       |                  |              |                 |
| 38.     | 15 września |                                                           |                    |       |                  |              |                 |
| 38.     | 15 września | Hangzhou Zhuhai ATP Tour 250 Twarda                       |                    |       |                  |              |                 |
| 38.     | 15 września |                                                           |                    |       |                  |              |                 |
| 39.     | 22 września | Japan Open Tennis Championships Tokio ATP Tour 500 Twarda |                    |       |                  |              |                 |
| 39.     | 22 września | Japan Open Tennis Championships Tokio ATP Tour 500 Twarda |                    |       |                  |              |                 |
| 39.     | 22 września | China Open Pekin ATP Tour 500 Twarda                      |                    |       |                  |              |                 |
| 39.     | 22 września |                                                           |                    |       |                  |              |                 |
| 40.–41. | 29 września | Shanghai Masters Szanghaj ATP Tour Masters 1000 Twarda    |                    |       |                  |              |                 |
| 40.–41. | 29 września | Shanghai Masters Szanghaj ATP Tour Masters 1000 Twarda    |                    |       |                  |              |                 |

### Październik
| Tydzień | Data            | Turniej                                                 | Zwycięzcy | Wynik | Finaliści | Półfinaliści | Ćwierćfinaliści |
| ------- | --------------- | ------------------------------------------------------- | --------- | ----- | --------- | ------------ | --------------- |
| 42.     | 13 października | European Open Antwerpia ATP Tour 250 Twarda (hala)      |           |       |           |              |                 |
| 42.     | 13 października | European Open Antwerpia ATP Tour 250 Twarda (hala)      |           |       |           |              |                 |
| 42.     | 13 października | Almaty Open Ałmaty ATP Tour 250 Twarda (hala)           |           |       |           |              |                 |
| 42.     | 13 października |                                                         |           |       |           |              |                 |
| 42.     | 13 października | Stockholm Open Sztokholm ATP Tour 250 Twarda (hala)     |           |       |           |              |                 |
| 42.     | 13 października |                                                         |           |       |           |              |                 |
| 43.     | 20 października | Swiss Indoors Basel Bazylea ATP Tour 500 Twarda (hala)  |           |       |           |              |                 |
| 43.     | 20 października | Swiss Indoors Basel Bazylea ATP Tour 500 Twarda (hala)  |           |       |           |              |                 |
| 43.     | 20 października | Vienna Open Wiedeń ATP Tour 500 Twarda (hala)           |           |       |           |              |                 |
| 43.     | 20 października |                                                         |           |       |           |              |                 |
| 44.     | 27 października | Paris Masters Paryż ATP Tour Masters 1000 Twarda (hala) |           |       |           |              |                 |
| 44.     | 27 października | Paris Masters Paryż ATP Tour Masters 1000 Twarda (hala) |           |       |           |              |                 |

### Listopad
| Tydzień | Data         | Turniej                                          | Zwycięzcy | Wynik | Finaliści | Półfinaliści | Ćwierćfinaliści |
| ------- | ------------ | ------------------------------------------------ | --------- | ----- | --------- | ------------ | --------------- |
| 45.     | 3 listopada  | Belgrade Open Belgrad ATP Tour 250 Twarda (hala) |           |       |           |              |                 |
| 45.     | 3 listopada  | Belgrade Open Belgrad ATP Tour 250 Twarda (hala) |           |       |           |              |                 |
| 45.     | 3 listopada  | Moselle Open Metz ATP Tour 250 Twarda (hala)     |           |       |           |              |                 |
| 45.     | 3 listopada  |                                                  |           |       |           |              |                 |
| 46.     | 10 listopada | ATP Finals Turyn ATP Finals Twarda (hala)        |           |       |           |              |                 |
| 46.     | 10 listopada | ATP Finals Turyn ATP Finals Twarda (hala)        |           |       |           |              |                 |
| 47.     | 17 listopada | Puchar Davisa Malaga Twarda (hala)               |           |       |           |              |                 |

### Grudzień
| Tydzień | Data       | Turniej                                                                    | Zwycięzcy | Wynik | Finaliści | Półfinaliści | Faza grupowa |
| ------- | ---------- | -------------------------------------------------------------------------- | --------- | ----- | --------- | ------------ | ------------ |
| 51.     | 18 grudnia | Next Generation ATP Finals Dżudda Next Generation ATP Finals Twarda (hala) |           |       |           |              |              |

## Wielki Szlem
| Turniej         | Gra pojedyncza | Gra podwójna | Gra mieszana |
| Australian Open |                |              |              |
| French Open     |                |              |              |
| Wimbledon       |                |              |              |
| US Open         |                |              |              |

## Wygrane turnieje

### Klasyfikacja tenisistów
| Wygrane | Zawodnik              | Wielki Szlem | Wielki Szlem | Wielki Szlem | ATP Finals | ATP Finals | Masters 1000 | Masters 1000 | Tour 500 | Tour 500 | Tour 250 | Tour 250 | Łącznie | Łącznie | Łącznie |
| Wygrane | Zawodnik              | S            | D            | M            | S          | D          | S            | D            | S        | D        | S        | D        | S       | D       | M       |
| ------- | --------------------- | ------------ | ------------ | ------------ | ---------- | ---------- | ------------ | ------------ | -------- | -------- | -------- | -------- | ------- | ------- | ------- |
| 1       | Jannik Sinner         | 1            |              |              |            |            |              |              |          |          |          |          | 1       | 0       | 0       |
| 1       | Harri Heliövaara      |              | 1            |              |            |            |              |              |          |          |          |          | 0       | 1       | 0       |
| 1       | Henry Patten          |              | 1            |              |            |            |              |              |          |          |          |          | 0       | 1       | 0       |
| 1       | John Peers            |              |              | 1            |            |            |              |              |          |          |          |          | 0       | 0       | 1       |
| 1       | Félix Auger-Aliassime |              |              |              |            |            |              |              |          |          | 1        |          | 1       | 0       | 0       |
| 1       | Jiří Lehečka          |              |              |              |            |            |              |              |          |          | 1        |          | 1       | 0       | 0       |
| 1       | Gaël Monfils          |              |              |              |            |            |              |              |          |          | 1        |          | 1       | 0       | 0       |
| 1       | Alexandre Müller      |              |              |              |            |            |              |              |          |          | 1        |          | 1       | 0       | 0       |
| 1       | Sander Arends         |              |              |              |            |            |              |              |          |          |          | 1        | 0       | 1       | 0       |
| 1       | Simone Bolelli        |              |              |              |            |            |              |              |          |          |          | 1        | 0       | 1       | 0       |
| 1       | Julian Cash           |              |              |              |            |            |              |              |          |          |          | 1        | 0       | 1       | 0       |
| 1       | Lloyd Glasspool       |              |              |              |            |            |              |              |          |          |          | 1        | 0       | 1       | 0       |
| 1       | Luke Johnson          |              |              |              |            |            |              |              |          |          |          | 1        | 0       | 1       | 0       |
| 1       | Nikola Mektić         |              |              |              |            |            |              |              |          |          |          | 1        | 0       | 1       | 0       |
| 1       | Andrea Vavassori      |              |              |              |            |            |              |              |          |          |          | 1        | 0       | 1       | 0       |
| 1       | Michael Venus         |              |              |              |            |            |              |              |          |          |          | 1        | 0       | 1       | 0       |
| 0       |                       |              |              |              |            |            |              |              |          |          |          |          | 0       | 0       | 0       |
| 0       |                       |              |              |              |            |            |              |              |          |          |          |          | 0       | 0       | 0       |
| 0       |                       |              |              |              |            |            |              |              |          |          |          |          | 0       | 0       | 0       |
| 0       |                       |              |              |              |            |            |              |              |          |          |          |          | 0       | 0       | 0       |
| 0       |                       |              |              |              |            |            |              |              |          |          |          |          | 0       | 0       | 0       |
| 0       |                       |              |              |              |            |            |              |              |          |          |          |          | 0       | 0       | 0       |
| 0       |                       |              |              |              |            |            |              |              |          |          |          |          | 0       | 0       | 0       |
| 0       |                       |              |              |              |            |            |              |              |          |          |          |          | 0       | 0       | 0       |
| 0       |                       |              |              |              |            |            |              |              |          |          |          |          | 0       | 0       | 0       |
| 0       |                       |              |              |              |            |            |              |              |          |          |          |          | 0       | 0       | 0       |

### Klasyfikacja państw
| Wygrane | Państwo         | Wielki Szlem | Wielki Szlem | Wielki Szlem | ATP Finals | ATP Finals | Masters 1000 | Masters 1000 | Tour 500 | Tour 500 | Tour 250 | Tour 250 | Łącznie | Łącznie | Łącznie |
| Wygrane | Państwo         | S            | D            | M            | S          | D          | S            | D            | S        | D        | S        | D        | S       | D       | M       |
| ------- | --------------- | ------------ | ------------ | ------------ | ---------- | ---------- | ------------ | ------------ | -------- | -------- | -------- | -------- | ------- | ------- | ------- |
| 4       | Wielka Brytania |              | 1            |              |            |            |              |              |          |          |          | 3        | 0       | 4       | 0       |
| 3       | Włochy          | 1            |              |              |            |            |              |              |          |          |          | 2        | 1       | 2       | 0       |
| 2       | Francja         |              |              |              |            |            |              |              |          |          | 2        |          | 2       | 0       | 0       |
| 1       | Finlandia       |              | 1            |              |            |            |              |              |          |          |          |          | 0       | 1       | 0       |
| 1       | Australia       |              |              | 1            |            |            |              |              |          |          |          |          | 0       | 0       | 1       |
| 1       | Kanada          |              |              |              |            |            |              |              |          |          | 1        |          | 1       | 0       | 0       |
| 1       | Czechy          |              |              |              |            |            |              |              |          |          | 1        |          | 1       | 0       | 0       |
| 1       | Chorwacja       |              |              |              |            |            |              |              |          |          |          | 1        | 0       | 1       | 0       |
| 1       | Holandia        |              |              |              |            |            |              |              |          |          |          | 1        | 0       | 1       | 0       |
| 1       | Nowa Zelandia   |              |              |              |            |            |              |              |          |          |          | 1        | 0       | 1       | 0       |
| 0       |                 |              |              |              |            |            |              |              |          |          |          |          | 0       | 0       | 0       |
| 0       |                 |              |              |              |            |            |              |              |          |          |          |          | 0       | 0       | 0       |
| 0       |                 |              |              |              |            |            |              |              |          |          |          |          | 0       | 0       | 0       |
| 0       |                 |              |              |              |            |            |              |              |          |          |          |          | 0       | 0       | 0       |
| 0       |                 |              |              |              |            |            |              |              |          |          |          |          | 0       | 0       | 0       |
| 0       |                 |              |              |              |            |            |              |              |          |          |          |          | 0       | 0       | 0       |
| 0       |                 |              |              |              |            |            |              |              |          |          |          |          | 0       | 0       | 0       |

## Obronione tytuły
Gra pojedyncza
- Jannik Sinner - Australian Open

Gra podwójna
- Lloyd Glasspool – Brisbane International